# 30030 Joycekang
30030 Joycekang è un asteroide della fascia principale. Scoperto nel 2000, presenta un'orbita caratterizzata da un semiasse maggiore pari a 2,4370241 UA e da un'eccentricità di 0,1558447, inclinata di 2,65884° rispetto all'eclittica.